# アムステルフェーン

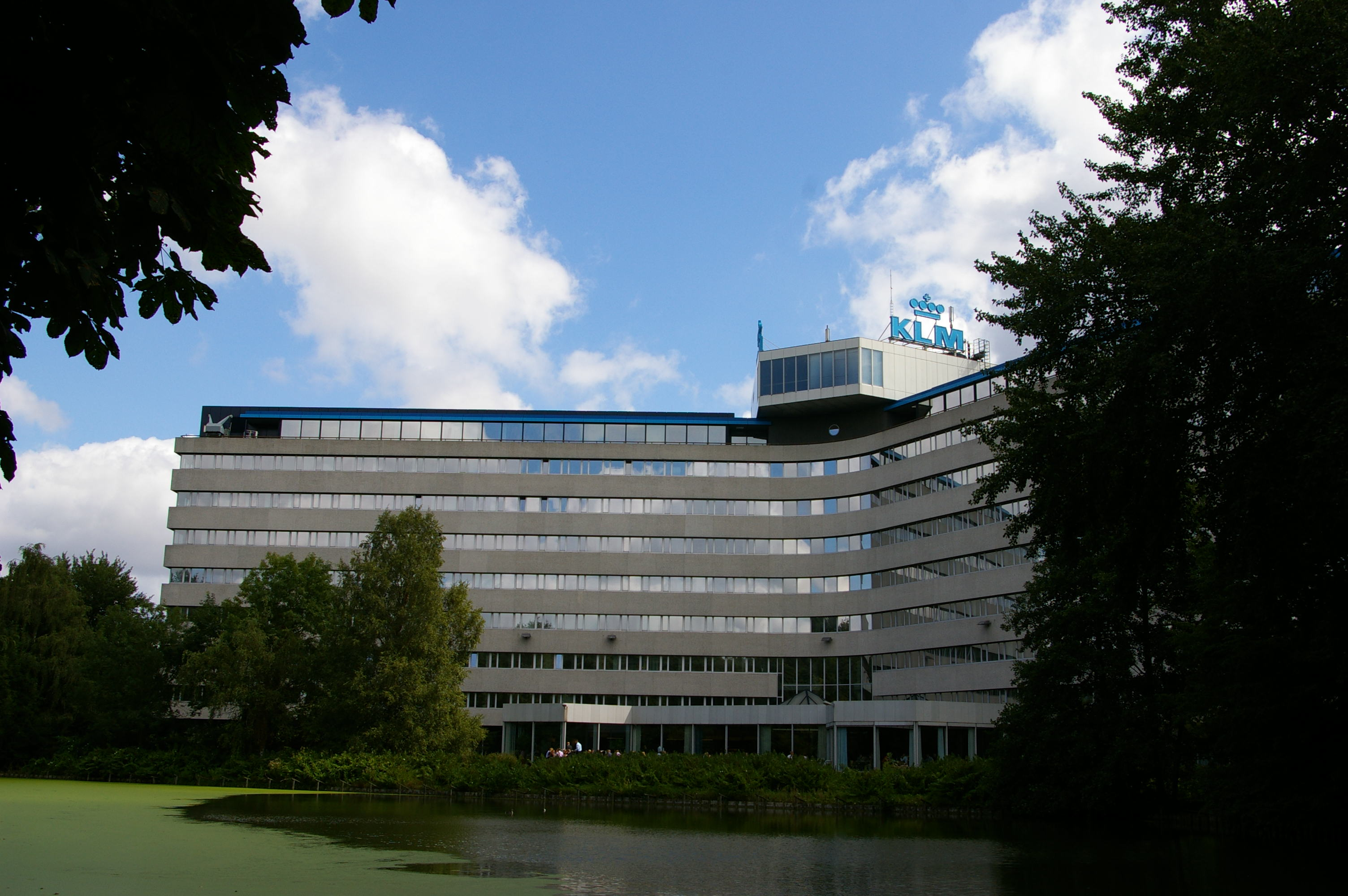
KLMオランダ航空の本部

アムステルフェーン (蘭: Amstelveen[ˌɑmstəlˈveːn] ( 音声ファイル)) は、オランダの北ホラント州にある基礎自治体 (ヘメーンテ)。
アムステルダム都市圏内にあり、同市およびアムステルダム・スキポール空港に隣接している。アムステルダム市内から直通しているメトロとトラムの路線に沿った形で大規模な住宅地が広がり、市域西部には欧州で最も広い都市公園アムステルダムセ・ボスがある。市域南端は産業団地および農地となっている。
KLMオランダ航空が本社を置くほか、キヤノンやクレハ等の日本企業現地法人も多く立地しており、ビジネスセンターの一面もある。アムステルフェーン市民のうち約11%が外国人であり、その中でも日本人が最も多い（約1700人）。

## 歴史
中世、アムステルラント（Amstelland）はアムステル川を境にアウデル・アムステル（アムステル川の東側）とニューウェル・アムステル（アムステル川の西側）に分かれていた。アムステルフェーンはこの西側の地区に成立した村を基礎としており、1964年までは、ニューウェル・アムステル (Nieuwer-Amstel) と呼ばれていた。17世紀から18世紀にかけて、裕福なアムステルダム市民が静穏な居住地を求めたことにより、この地は一躍有名となった。当時のニューウェル・アムステルの領域は現在よりかなり広く、シンゲル運河の外側にあるVan BaerlestraatとCeintuurbaanから南側となっていた。アムステル川沿いのAmsteldijk通りとTolstraatが交差する辺りに、1890年に建てられた旧ニューウェル・アムステル市庁舎が現在でも残っている。
その後、Kalfjeslaanより北側の地区がアムステルダム市に組み込まれたため、ニューウェル・アムステルは町の発祥となった旧市街地区を含め多くの土地を失った。しかしながら、1930年代以降、裕福なアムステルダム市民が現在のアムステルフェーンの北西地区に移り住んできたことにより、同地区は現在でも高級住宅街として知られている。
第二次世界大戦後はアムステルダム・スキポール空港拡張により土地を失った移住者の受け入れもあいまって、ニューウェル・アムステルの市街地は急速に拡張した。1964年にはニューウェル・アムステル市に周辺地区を取り込んだ形で、現在の市域をアムステルフェーン基礎自治体と定めた。1990年代に入ると市街地の拡張は一段落し、最後の大規模な市街地拡張は現在のウェストワイク地区（Westwijk）である。

## 地区
アムステルフェーン基礎自治体には、次の地区がある。
- Amstelveen（アムステルフェーン）

アムステルフェーン基礎自治体の主要地区。
- Bovenkerk（ボーフェンケルク）

人口2316人（2008年現在）。アムステルダムセ・ボスの南に隣接し、同公園を走る観光鉄道の基点駅Bovenkerkがある。この駅は1915年から1950年にAalsmeerとUithoornを結んでいたハーレマーメール鉄道の中間駅であった。
- Bovenkerk Zuid（ボーフェンケルク・ザウト）

近年、Bovenkerkの南側が分離して誕生した地区。
- Nes aan de Amstel（ネス・アーン・デ・アムステル）

アムステルフェーン基礎自治体の南部を占めるこの地区は、16世紀頃から1947年にかけて干拓された土地で、主に農地である。
- Ouderkerk aan de Amstel（アウデルケルク・アーン・デ・アムステル）

この地区はアウデラムステル基礎自治体との間にまたがっており、アムステル川より西側のわずかな地区がアムステルフェーン基礎自治体に属している。主に河川用地および農地である。
- De Zwarte Kat（デ・ズワルテ・カット）

黒い猫という名のこの地区は、Nes aan de AmstelとOuderkerk aan de Amstelに挟まれたアムステル川沿いの小さな地区である。1646年にアムステル川に架かる橋の袂にあったカフェの名前に因んでいる。なお、カフェは1940年に閉鎖された。

## 行政
首長はティアプコ・ポッペンス（Tjapko Poppens：2019年より現職）。基礎自治体議会の定数は37である。基礎自治体の本庁舎はアムステルダムセ・ボスのDe Poel池に面した場所にある。
なお、警察・消防はアムステルダム＝アムステルラント治安・防災広域行政区域に属している。

## 医療
- アムステルラント病院（Ziekenhuis Amstelland）
- アムステルダム自由大学医療センター（VUmc）：自治体の北側に隣接している

## 教育
大学
アムステルフェーンに大学は立地していないが、自治体のすぐ北側に隣接してアムステルダム自由大学（VU）がある。同大学には、広域医療を担うアムステルダム自由大学医療センター（VUmc）も併設されている。
中等教育（大学進学中等教育VWO 等）
- アムステルフェーン・コレージェ（Amstelveen College）：公立学校
- ヘルマン・ウェッセリンク・コレージェ（Hermann Wesselink College）
- カイザー・カレル・コレージェ（Keizer Karel College）

初等教育
アムステルフェーンには20校の小学校が存在し、そのうち公立が5校、キリスト教系の私学が10校、その他5校となっている。公立・私立を問わず、オランダ国内では初等教育の学費は無償である。（実際には中等教育期間の16歳まで義務教育期間の学費が無償）
その他
- インターナショナル・スクール・アムステルダム（International School Amsterdam）

## 居住者と日本人コミュニティ
2008年1月現在、アムステルフェーン基礎自治体の総人口79,003人のうち、男性が37,629人、女性が41,374人である。2009年1月には人口が80,000人を突破することが確実であり、2019年には84,949人まで増加し、その後は徐々に人口が減少すると予測されている。現在総人口の19%が65歳以上の老人であり、これはオランダ国内の平均15%より高くなっている。老人人口の比率は今後数年間は高まるが、その後は国内平均値に向かって収斂すると予測されている。なお、若年者人口は28%であり、国内平均の30%より少し低い割合である。
また、2008年1月現在において外国人居住者は8,600人以上であり、総人口の11%程度を占めている。このうち最も多いのが日本人であり1,719人に及ぶ。次に多いのがインド人、中国人である。なお、インド人の人口増加は過年度58%に達しており、急速に存在感を高めている。
アムステルフェーン、および隣接地域には多くの日本企業が現地法人を設立していることでも有名で、キヤノンやヤマハ発動機、三菱自動車、クレハ、リコー、ヤクルト本社といった大企業が進出 している。また、オランダでも有数の日本人コミュニティが存在し、市内中心部のショッピングモールではジャパン・フェスティバル が開かれたり、日本棋院がヨーロッパ囲碁文化センターを開設しているなど日本との接点も多い。

## 経済
市民の多くはアムステルダムやアムステルダム・スキポール空港周辺に通勤しており、アムステルフェーンはこれらの住民のベッドタウンとして機能している。近年、KLMオランダ航空やKPMGの本社が市内に立地したほか、海外企業が市内に事業所を設けるなど、事業活動も盛んになりつつある。
また商業面では、1990年代にトラム、メトロが延伸されてから、アムステルフェーン・ビネンホフ駅直結のスタッズハルト・アムステルフェーン（大規模ショッピングモール）ができ、アムステルダム市内からも買い物客が流入している。

## 交通

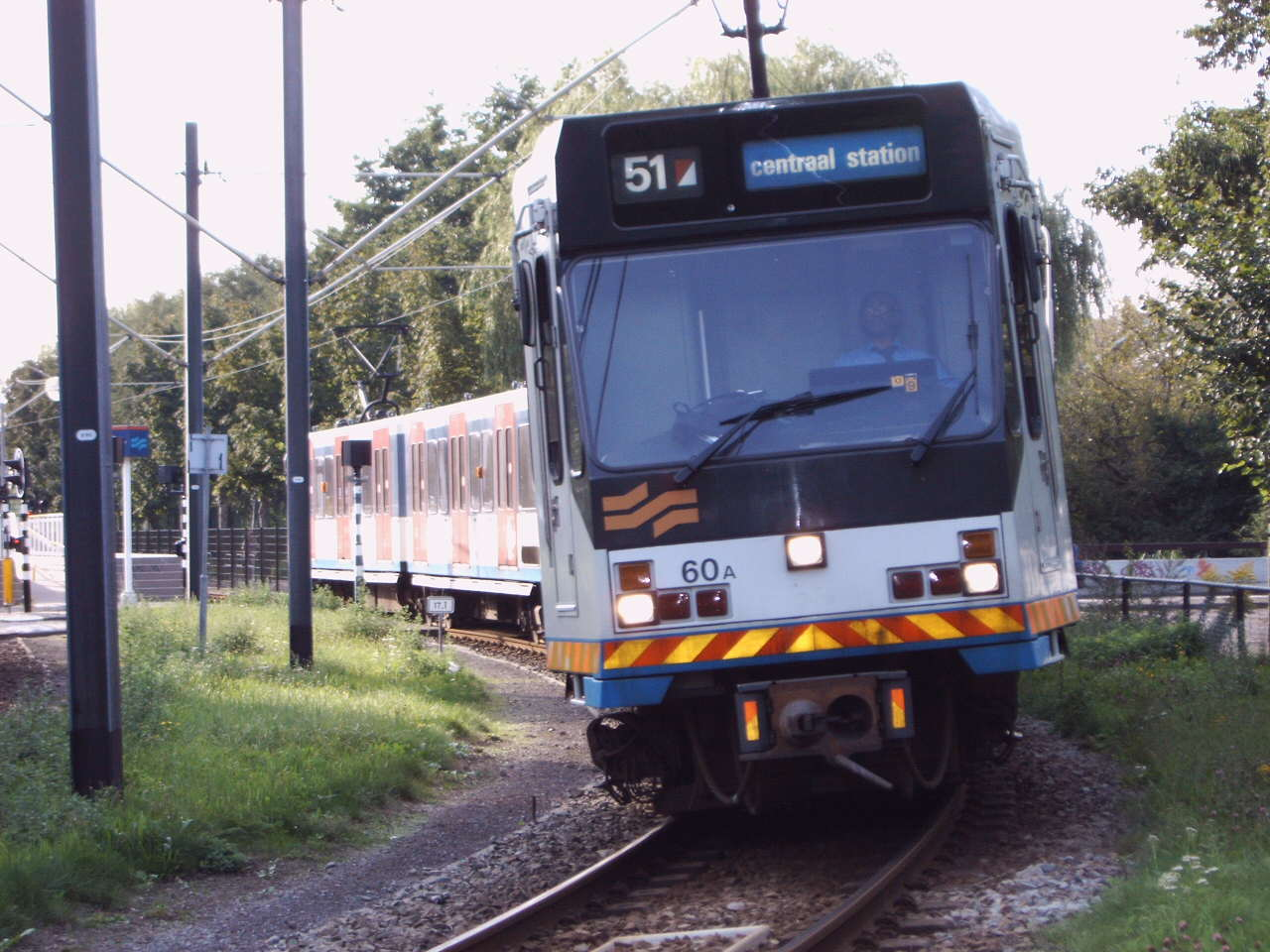
メトロ51系統
（ポールトワハター駅付近）

### 鉄道

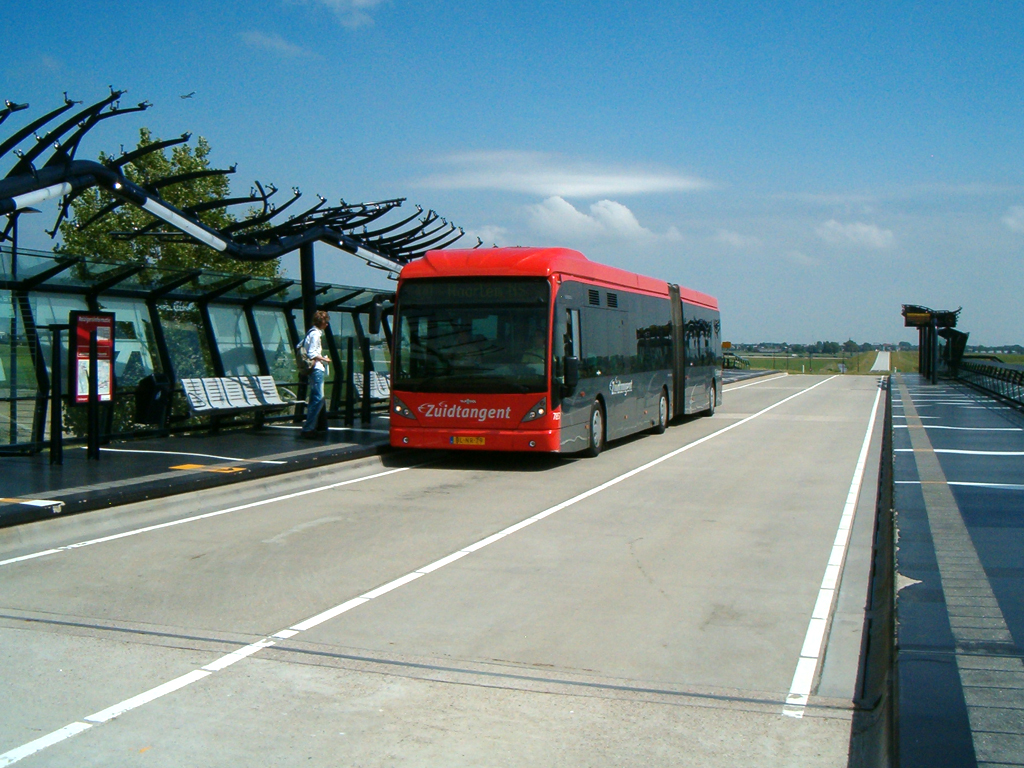
専用道路を走るZuidtangent Bus

- アムステルダム市営交通会社（GVB） メトロ（快速トラム） 51系統

ウェストワイク駅（Westwijk）が始発で、アムステルフェーン中央駅（Amstelveen Centrum）、アムステルダム南駅を経由してアムステルダム中央駅まで運行されている路線。1990年にポールトワハター駅（Poortwachter）まで開通し、2004年に終点のウェストワイク駅まで開通した。
アムステルダム中央駅までの所要時間は、ウェストワイク駅から約45分、アムステルフェーン中央駅から約25分。昼間10分毎に運行されている。
- アムステルダム市営交通会社（GVB） トラム 5系統

アムステルフェーン・ビネンホフ停留所が始発で、アムステルダム南駅を経由してアムステルダム中央駅まで運行されている路線。1990年に、アムステルダム南駅より終点のビネンホフまで開通した。
アムステルダム中央駅までの所要時間は、ビネンホフ停留所より約40分。昼間8分毎に運行されている。
アムステルダム南駅付近よりビネンホフ付近まで、メトロとトラムはベネルクス通り（Beneluxbaan）中央に設置された専用軌道を共用して運行されている。追い越し施設が無いため、南駅まではどちらの列車に乗っても所要時間はほぼ同じである。

### バス
- Zuidtangentバス

ハールレム発、ホーフトドルプ、アムステルダム・スキポール空港、アムステルフェーン経由、アムステルダム・ベイルマー・アレーナ駅行きの300系統急行バスが運行されている。アムステルフェーンでは、ビネンホフのスタッズハルト・アムステルフェーンにあるバスターミナルおよび、メトロとトラムのオラニエバーン駅（Oranjebaan）等に停車する。昼間10分毎に運行されており、大部分をバス専用道路を用いるため遅延等が少なくなっている。
オランジェバーン駅よりスキポール空港まで、所要時間約15分である。

### 航空
オランダの基幹空港であるアムステルダム・スキポール空港が街の北西に隣接している。
約10分おきに運行されているバス300系統で乗り換えなしでアクセス可能（所要時間約15分）。

### 道路
高速道路A9が街の中央を東西に縦断している。街の南北を結ぶ基軸道路は、メトロの軌道が敷設されているベネルクス通り（Beneluxbaan）である。

## 観光・文化施設

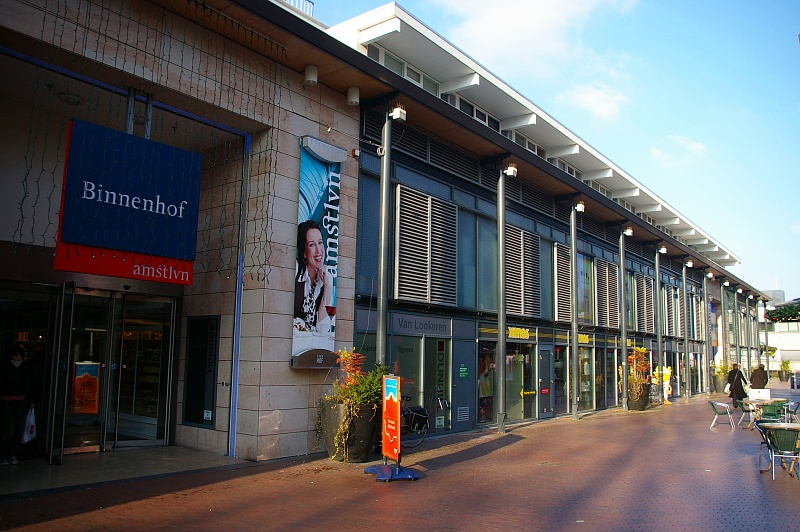
スタッズハルト・アムステルフェーン

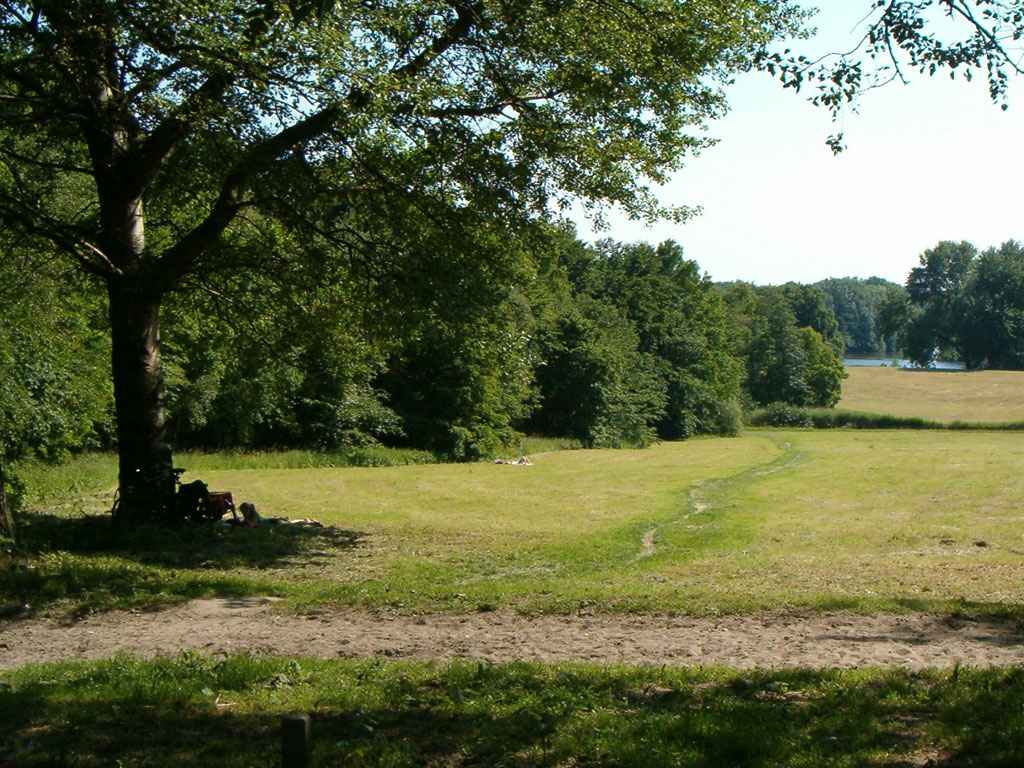
アムステルダムセ・ボス

- スタッズハルト・アムステルフェーン（大規模ショッピングモール）

1998年にアムステルフェーン再開発によって整備された、ショッピングセンターや文化施設などで構成される複合施設である。約230の商店などが入居しており、年間来場者約600万人。図書館やコブラ美術館もこの施設の中にある。
- アムステルダムセ・ボス

アムステルダムとの間には、935ヘクタールの広さがあるアムステルダムセ・ボスという公園が広がっている。
- ヤン・ファン・デル・トフト美術館
- アムステルラント・アート・ライブラリー

## アムステルフェーン出身者
- ファムケ・ヤンセン - 女優
- マーティン・ギャリックス - DJ/音楽プロデューサー
- Mesto - DJ/音楽プロデューサー
- Carpainter - DJ/音楽プロデューサー
- ハンス・ファン・マーネン - 写真家
- ヤン・ペーター・バルケネンデ - オランダの首相（元アムステルフェーン市議会議員。出身はゼーラント州）
- マッツ・ファルク：スピードキューバー。

## 姉妹都市
- ウォキング - イギリス
- ビラ・エル・サルバドール - ペルー
- テンペルホーフ＝シェーネベルク区 - ドイツ・ベルリン